# 手塚豊
手塚 豊（てづか ゆたか、1911年〈明治44年〉11月8日 - 1990年〈平成2年〉4月14日）は、日本の法制史学者。慶應義塾大学名誉教授。

## 略歴
愛知県名古屋市出身。1935年慶應義塾大学法学部卒業。1958年「明治初期刑法史の研究」で、法学博士（慶應義塾大学）の学位を取得。慶應義塾大学法学部助教授、教授、1977年定年退任、名誉教授。

## 著書
- 『明治初年の民法編纂 江藤新平の編纂事業と其の草案』司法省秘書課、1944 司法資料
- 『明治初期刑法史の研究』慶応義塾大学法学研究会、1956
- 『手塚豊著作集』慶応通信、1982-1994

第1‐3巻 (自由民権裁判の研究)　1982-1983
第4‐6巻 (明治刑法史の研究) 1984-1986
第7‐8巻 (明治民法史の研究) 1990-1991
第9巻 (明治法学教育史の研究) 1988
第10巻 (明治史研究雑纂) 1994

### 共編著
- 『入門法律学辞典』伊東乾共編 泉文堂、1955
  - 『入門法律学辞典 増訂版』伊東乾、新田敏共編 泉文堂、1964
- 『改訂法学教材』編 慶応通信、1964
- 司法省『民事慣例類集』利光三津夫共編著 慶応義塾大学法学研究会、1969
- 『近代日本史の新研究』1－9 編著 北樹出版、1981-1991
- 『基本法学』編 北樹出版、1983

### 記念論文集
- 『明治法制史政治史の諸問題 手塚豊教授退職記念論文集』慶応通信、1977